# Arctodiaptomus michaeli
Arctodiaptomus michaeli é uma espécie de crustáceo da família Diaptomidae.
É endémica da Índia.